# 伊万·贝内迪克托夫
伊万·亚历山德罗维奇·贝内迪克托夫，（俄語：Ива́н Алекса́ндрович Бенеди́ктов，1902年4月5日—1983年7月28日），苏联政治人物。曾担任俄罗斯苏维埃联邦社会主义共和国粮食和畜牧业国营农场人民委员；俄罗斯苏维埃联邦社会主义共和国人民委员会副主席；苏联第一副农业人民委员、人民委员；苏联农业部部长；苏联农业采购部长；俄罗斯苏维埃联邦社会主义共和国农业部长；苏联国家经济委员会副主席；苏联驻印度、南斯拉夫特命全权大使等职务。

## 生平
- 1902年4月5日出生于科斯特罗马省基涅什马区维丘加的一个邮递员家庭。
- 1917年-1918年，维丘加纺织厂工人。
- 1918年-1920年，阿尔达托夫市人民剧院的舞台工人。
- 1920年-1923年，莫斯科波克罗夫斯基工人学院学习。
- 1923年-1927年，莫斯科农业学院学习。
- 1927年-1928年，乌兹别克苏维埃社会主义共和国农业人民委员会集体农庄中心农艺师、经济学家；乌兹别克苏维埃社会主义共和国农业人民委员会计划和经济局副局长。
- 1928年-1930年，乌兹别克苏维埃社会主义共和国集体农庄中心副主席。1930年加入联共（布）。
- 1930年-1931年，苏联红军服役，任炮兵连政委。
- 1931年12月-1932年，莫斯科州蔬菜种植国营农场副主任。
- 1932年-1936年，莫斯科州蔬菜种植国营农场主任。
- 1936年-1937年8月，集体农庄经济研究所研究员。
- 1937年8月-1938年4月，俄罗斯苏维埃联邦社会主义共和国粮食和畜牧业国营农场人民委员。期间，1938年3月-4月，俄罗斯苏维埃联邦社会主义共和国人民委员会副主席。
- 1938年4月-11月，苏联农业第一副人民委员。
- 1938年11月-1943年12月，苏联农业副人民委员。
- 1943年12月-1946年3月，苏联农业第一副人民委员。
- 1946年3月-1953年3月，苏联农业部长。
- 1953年4月-9月，驻印度特命全权大使。
- 1953年9月-11月，苏联农业和采购部长。
- 1953年11月-1955年3月，苏联农业部长。
- 1955年3月-1957年5月，苏联国营农场部长。期间，1956年12月-1957年5月，苏联国家经济委员会副主席。
- 1957年6月-1959年4月，俄罗斯苏维埃联邦社会主义共和国农业部长兼国家计划委员会主席。
- 1959年4月-1967年4月，驻印度特命全权大使。
- 1967年4月-1971年1月，驻南斯拉夫特命全权大使。
- 1970年11月-1971年7月，苏联外交部无任所大使。
- 1971年7月起退休，享受莫斯科市个人养老金待遇。
- 1983年7月28日于莫斯科逝世，享年81岁。葬于新圣女公墓。

贝内迪克托夫是联共（布）18大，第18次代表会议，苏共19-21、23-24大代表；第18届中央委员、中央候补委员，第19-23届中央委员；第2、4-5届苏联最高苏维埃民族院代表，第1届俄罗斯苏维埃联邦社会主义共和国最高苏维埃代表。

## 荣誉
- 四次列宁勋章
- 十月革命勋章
- 两次劳动红旗勋章
- 各民族人民友谊勋章
- 纪念列宁诞辰一百周年奖章
- 两次开垦处女地奖章
- 莫斯科建城八百周年奖章
- 退休劳动者奖章